# Screamworks: Love in Theory and Practice
Screamworks: Love In Theory And Practice är ett musikalbum från 2010 av det finska bandet HIM.

## Låtlista
1. In Venere Veritas
2. Scared To Death
3. Heartkiller
4. Dying Song
5. Disarm Me [With Your Loneliness]
6. Love, The Hardest Way
7. Katherine Wheel
8. In The Arms Of Rain
9. Ode To Solitude
10. Shatter Me With Hope
11. Acoustic Funeral [For Love In Limbo]
12. Like St. Valentine
13. The Foreboding Sense Of Impending Happiness